# حارة البالوة (صنعاء)
حارة البالوة هي إحدى حارات حي معين بمديرية معين إحد مديريات العاصمة اليمنية صنعاء، بلغ تعداد سكانها 602 نسمة حسب تعداد اليمن لعام 2004.